# Eoin Hayes

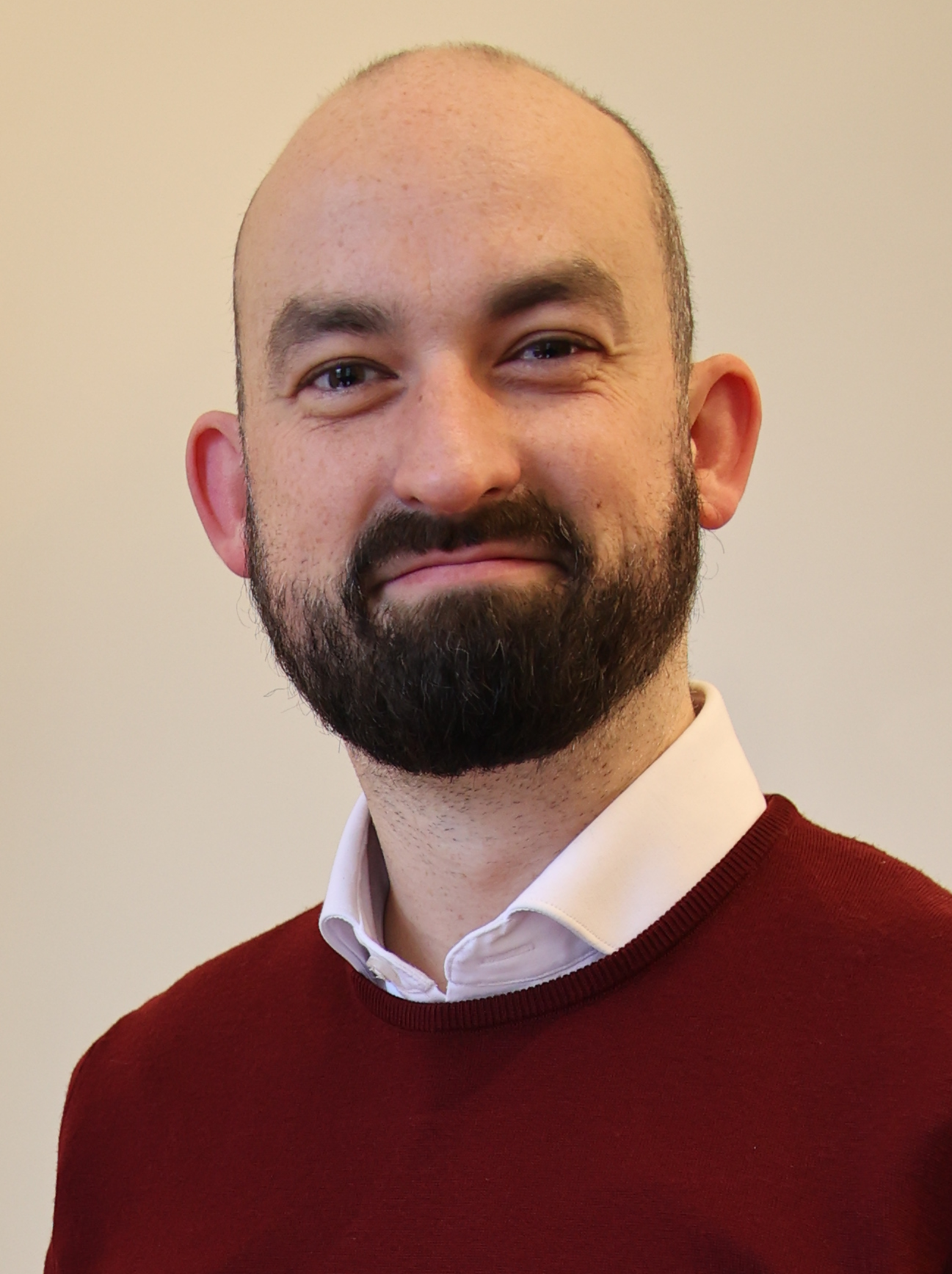
Eoin Hayes (2024)

Eoin Hayes (* 15. Oktober 1987 in Limerick, Irland) ist ein irischer Politiker. Seit 2024 ist er als Unabhängiger Mitglied (Teachta Dála) des Dáil Éireann, des Unterhauses des Parlaments (Oireachtas). Zuvor war er für die Social Democrats (Daonlathaigh Shóisialta) angetreten.

## Leben
Eoin Hayes wuchs zunächst in Limerick auf, als seine Eltern Anfang der 1990er Jahre in die USA gingen und sich in Williamsport (Pennsylvania) niederließen. Anfang der 2000er Jahre kehrten sie nach Limerick zurück.
Hayes studierte nach dem Schulabschluss Chemie-Verfahrenstechnik am University College Dublin. Anschließend erwarb er einen Master im Management an der London Business School der University of London.
Hayes machte 2011 ein Praktikum bei Google und arbeitete anschließend bei der Alexander Group 2013. Zwischenzeitlich engagierte er sich im Data Team in der Kampagne für Barack Obama.
Von 2015 bis 2017 arbeitete er für Palantir Technologies. Als er 2017 nach Dublin zurückkehrte, gründete er eine Consultingagentur namens Cantillon Labs.
Bei den Kommunalwahlen 2024 gelang es ihm, für den Wahlbezirk Kimmage–Rathmines in den Dublin County Council einzuziehen. Bei den Wahlen zum Dáil Éireann 2024 wurde er für den Wahlkreis Dublin Bay South von den Social Democrats aufgestellt. Er konnte knapp einen Sitz erringen.

## Kontroverse um die Palantir-Anteile
Während seiner Tätigkeit bei Palantir Technologies erhielt Hayes 7000 Anteile an dem Unternehmen. Bei einer Pressekonferenz am 10. Dezember 2024 sagte er, dass er die Anteile vor dem Beginn seiner Karriere als aktiver Politiker verkauft hätte. Noch im Laufe des Tages wurde bekannt, dass er zugegeben hatte, dass er die Anteile am 26. Juli 2024 für 199.000 Euro verkauft hätte. Er entschuldigte sich für die wahrheitswidrige Aussage. Er wurde unmittelbar danach aus der Fraktion der Social Democrats ausgeschlossen. Seitens der Sinn Féin wurde sein Rücktritt verlangt. Seitens der Partei People Before Profit/Solidarity wurde ihm vorgeworfen, dass Hayes am Völkermord verdiene.
Am 25. Juli 2025 wurde seine Suspendierung wieder aufgehoben. Das rief Kritik hervor.